# Имелов цветояд
Имеловите цветояди (Dicaeum hirundinaceum) са вид дребни птици от семейство Цветоядови (Dicaeidae).
Разпространени са в почти цяла Австралия, както и на някои от Молукските острови. Достигат до дължина 9 – 10 сантиметра и маса 7,5 – 11 грама. Мъжките са с ръскав синьо-черен гръб, червени гърди и черна ивица по средата на белия корем, а женските са с тъмносив гръб, бяло гърло и светлосив корем. Хранят се с плодовете на паразитните растения от род Amyema.